# Dardanus (Rameau)
Dardanus è una tragédie (lyrique) in un prologo e cinque atti di Jean-Philippe Rameau, scritta su libretto (in francese) di Charles-Antoine Leclerc de La Bruère.

## Vicende storiche
Il Dardanus fu rappresentato per la prima volta all'Académie Royale de Musique il 19 novembre 1739, ma, anche se la prima permanenza in cartellone comprese un numero significativo di ventisei rappresentazioni in poco più di due mesi, l'opera "non ottenne immediatamente un successo molto marcato; la maniera di Rameau sorprendeva alquanto il pubblico, abituato alle intricate elucubrazioni dei successori di Lully e Campra", e si era, in effetti, al culmine della disputa tra lullisti e ramisti. Sul piano teatrale,  "il lavoro fu criticato per la trama assurda e per l'abuso del ricorso al soprannaturale, abuso francamente riconosciuto nel libretto. Rameau e La Bruère, con l'aiuto di Simon-Joseph Pellegrin, lo sottoposero successivamente a revisione, fino al punto di dare agli ultimi tre atti un intreccio completamente nuovo" La versione riveduta e corretta andò in scena il 23 aprile e il 15 maggio 1744, senza però destare ancora molta sensazione, nonostante venisse presentata come un lavoro nuovo.
L'opera fu rimessa in scena, ulteriormente rimaneggiata (anche se in modo meno esteso), il 15 aprile 1760, "quando conobbe [finalmente] uno scoppio di popolarità con trentasei spettacoli [entro il mese di novembre] ... e fu [poi] prodotta in altre venticinque date tra il 6 luglio 1761 e l'incendio del Palais-Royal, la mattina del 6 aprile 1764. ... Fu [quindi] di nuovo ripresa, nella sua interezza, in trentanove occasioni tra il 1768 e il 1769 ... e fu presentata per l'ultima volta alle Tuileries il 23 gennaio 1770". Quattordici anni dopo, l'opera di Rameau fu sostituita in repertorio dal Dardanus di Sacchini, composto praticamente sullo stesso libretto di Le Bruère, adattato ed aggiornato da Guillard.
Il Dardanus di Rameau è stato ripreso assai di rado in epoca moderna. Si contano in particolare le seguenti produzioni principali:
- Digione, 1907
- Opéra, Parigi, 1979
- Maison de Radio France, 1998, in forma di concerto in occasione della registrazione discografica diretta da Marc Minkowski
- Wolf Trap Opera Company, Washington, luglio 2003, prima americana[7]
- Pinchgut Opera, Sydney, 2005, con la regia di Justin Way, da cui è tratta la registrazione discografica diretta da Antony Walker[8]
- Royal Academy of Music, Londra, 2006, sotto la direzione di Robert Chevara e la coreografia di Isabel Mortimer[9]
- Lilla, Caen, e Digione, ottobre-novembre 2009, sotto la direzione di Emmanuelle Haïm, in una messa in scena di Claude Buchvald[10]
- Opéra National de Bordeaux, aprile 2015, sotto la direzione di Raphaël Pichon e la regia di Michel Fau[11]

## Sinossi
La storia originale costituisce una sorta di antefatto rispetto al mito di Dardano: qui l'eroe è in guerra con il re Teucro, che ha promesso di dare sua figlia Ifisa in sposa al re Antenore. Grazie all'intervento del mago Ismenore, Dardano ed Ifisa si incontrano e si innamorano. Un mostro sta devastando il regno di Teucro e, quando Antenore lo affronta, Dardano interviene salvandogli la vita ed uccidendo la creatura. Teucro e Dardano concludono la pace, che viene sancita dal matrimonio del primo con Ifisa.

## Personaggi e interpreti
| Personaggi della tragedia | Tipologia vocale              | Primi interpreti, 19 novembre 1739 (Conductor: - ) |
| --- | ----------------------------- | -------------------------------------------------- |
| Vénus (Venere) | soprano                       | M.lle Erémans (scritta anche Erremans or Herémans) |
| l'Amour (Cupido) | soprano                       | M.lle Bourbonnais (scritta anche Bourbonnois)      |
| Dardanus (Dardano), figlio di Elettra e di Giove | haute-contre                  | Pierre de Jélyotte                                 |
| Iphise (Ifisa), figlia di Teucro | soprano                       | M.lle Pélissier                                    |
| Teucer (Teucro), un re | basse-taille (basso-cantante) | François Le Page (scritto anche Lepage)            |
| Anténor (Antenore), un re | basse-taille                  | M. Albert                                          |
| Isménor (Ismenore), un mago | basse-taille                  | François Le Page                                   |
| un abitante della Frigia | basse-taille                  |                                                    |
| un'abitante della Frigia | soprano                       | Marie Fel                                          |
| Primo Sogno | soprano                       | Marie Fel                                          |
| Secondo Sogno | haute-contre                  | Jean-Antoine Bérard                                |
| Terzo Sogno | basse-taille                  | Jean Dun, fils                                     |
| un Piacere | soprano                       |                                                    |
| Coro: seguito di Venere ed Amore, Giuochi, Piaceri, seguito della Gelosia, popolo, soldati, maghi, abitanti della Frigia, sogni |                               |                                                    |
| Personaggi dei ballettiAtto primo - guerrieri frigi: L. Javillier (un guerriero), L. Dallemand (una donna frigia); Atto secondo - Maghi: C. Maltaire (un mago); Atto terzo: Frigi & Frigie: L. Maltaire e M.lle Mariette (uomo e donna frigi); Atto quarto: Spiriti dell'aria: David Dumoulin e Marie Sallé (Sogni); Atto quinto - Giuochi, Piaceri, Grazie: Louis Dupré, Matignon, M.lles Le Breton and Barbarine (Giuochi e Piaceri) |                               |                                                    |

## Registrazioni
- CBS (1980), Jean-Claude Malgoire (estratti), Brigitte Bellamy (soprano), Jean-Claude Orliac (tenore), Gregory Reinhart  (baritono), La Grande Écurie et la Chambre du Roy[3]
- WEA/Erato (1980), Raymond Leppard (incompleta), Christiane Eda-Pierre (Vénus), Frederica von Stade (Iphise), Georges Gautier (Dardanus), José van Dam (Isménor), Michaël Devlin (Anthénor), Roger Soyer (Teucer), Véronique Dietschy (donna frigia), Hélène Garetti, Annick Dutertre, Monique Marandon, Jean-Philippe Courtis, Orchestra e Coro dell'Opéra National de Paris[3]
- Deutsche Grammophon (Archiv) (1998), Marc Minkowski (versione 1739, con strumenti d'epoca), Mireille Delunsch (Vénus), Russell Smythe (Teucer), Véronique Gens (Iphise), John Mark Ainsley (Dardanus), Laurent Naouri (Anthénor), Jean-Philippe Courtis (Isménor), Magdalena Kozena (donna frigia, Sogno), Françoise Masset (l'Amour, un Piacere, seconda donna frigia), Jean-Louis Bindi (abitante della Frigia), Jean-François Lombard e Marcos Pujol (Sogni), Les Musiciens du Louvre[3]
- ABC Classics (2009), Anthony Walker (versione del 1739), Penelope Mills (Vénus), Stephen Bennett (Teucer), Kathryn McCusker (Iphise), Paul Agnew (Dardanus), Paul Whelan (Anthénor), Damian Whiteley (Isménor), Miriam Allan (donna frigia, Sogno), Anna Fraser (donna della Frigia), David Greco (abitante della Frigia), Dan Walker e Corin Bone (Sogni), Orchestra of the Antipodes e Coro Cantillation (Sydney, Australia)[3]
- Outhere Music (Alpha) (2013),  Raphael Pichon, Ensemble Pygmalion.
- GLOSSA (2021), Gyorgy Vashegyi (versione 1744), Chantal Santos Jeffery (Vénus, une Phrygienne), Thomas Dolié (Teucer, Isménor), Judith van Wanroij (Iphise), Cyrille Dubois (Dardanus), Tassis Christoyannis (Anthénor), Purcell Choir, Orfeo Orchestra.